# Christuskirche (Neuss)

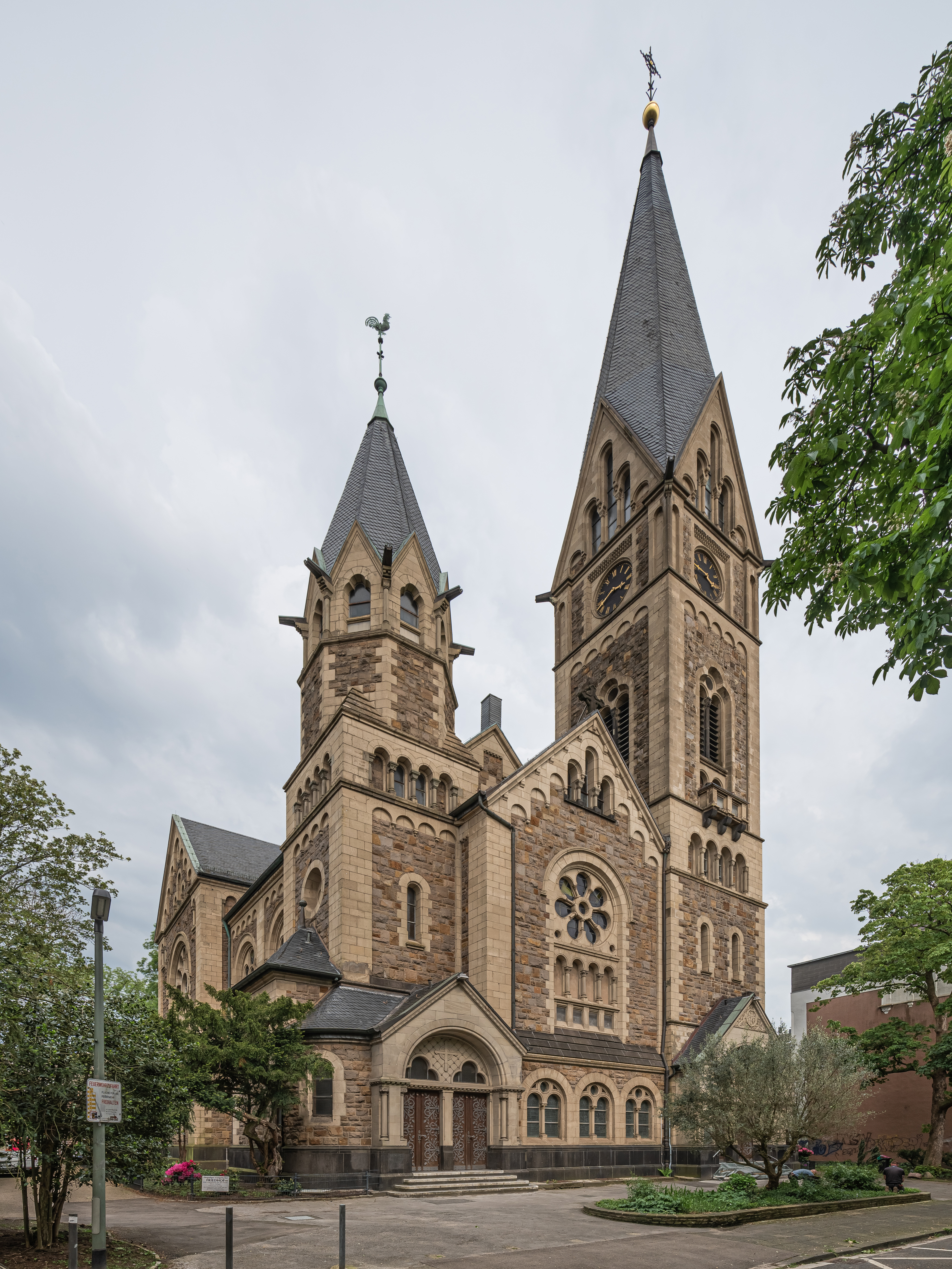
Außenansicht von Süden

Die Christuskirche ist die Pfarrkirche der gleichnamigen evangelischen Kirchengemeinde Neuss, die zum Kirchenkreis Gladbach-Neuss der evangelischen Kirche im Rheinland gehört.

## Geschichte
Im kurkölnischen Neuss gab es bis zur Franzosenzeit weder eine lutherische noch eine reformierte Gemeinde. Als im Zuge der napoleonischen Toleranzpolitik 1805 eine evangelische Gemeinde vorwiegend aus zugewanderten Fabrikarbeitern entstand, wurde der Kirchenvorstand paritätisch aus Lutheranern und Reformierten besetzt, faktisch eine der frühesten Unionen. Für ihre Gottesdienste erhielt die Gemeinde die Kirche des 1802 säkularisierten Klosters Marienberg zugewiesen, die zuvor von der französischen Armee als Magazin genutzt worden war und aufwendig hergerichtet werden musste.
Nachdem zu Anfang des 20. Jahrhunderts die Gemeinde stark angewachsen war, wurde jedoch ein eigener Kirchenbau erforderlich. Die Kirche wurde auf dem um 1800 geschlossenen und um 1880 aufgelassenen Junkernfriedhof errichtet. Nach einer Bauzeit von zwei Jahren konnte am 26. September 1906 die Einweihung gefeiert werden.
Wegen des starken Flüchtlingszustroms wuchs nach dem Zweiten Weltkrieg die Gemeinde stark an. Daher entschloss sich das Presbyterium, mit Wirkung ab 1. Januar 1964 die alte Kirchengemeinde in fünf einzelne Gemeinden aufzuteilen, wobei die Christuskirchengemeinde das Zentrum der Stadt abdeckt.

## Architektur

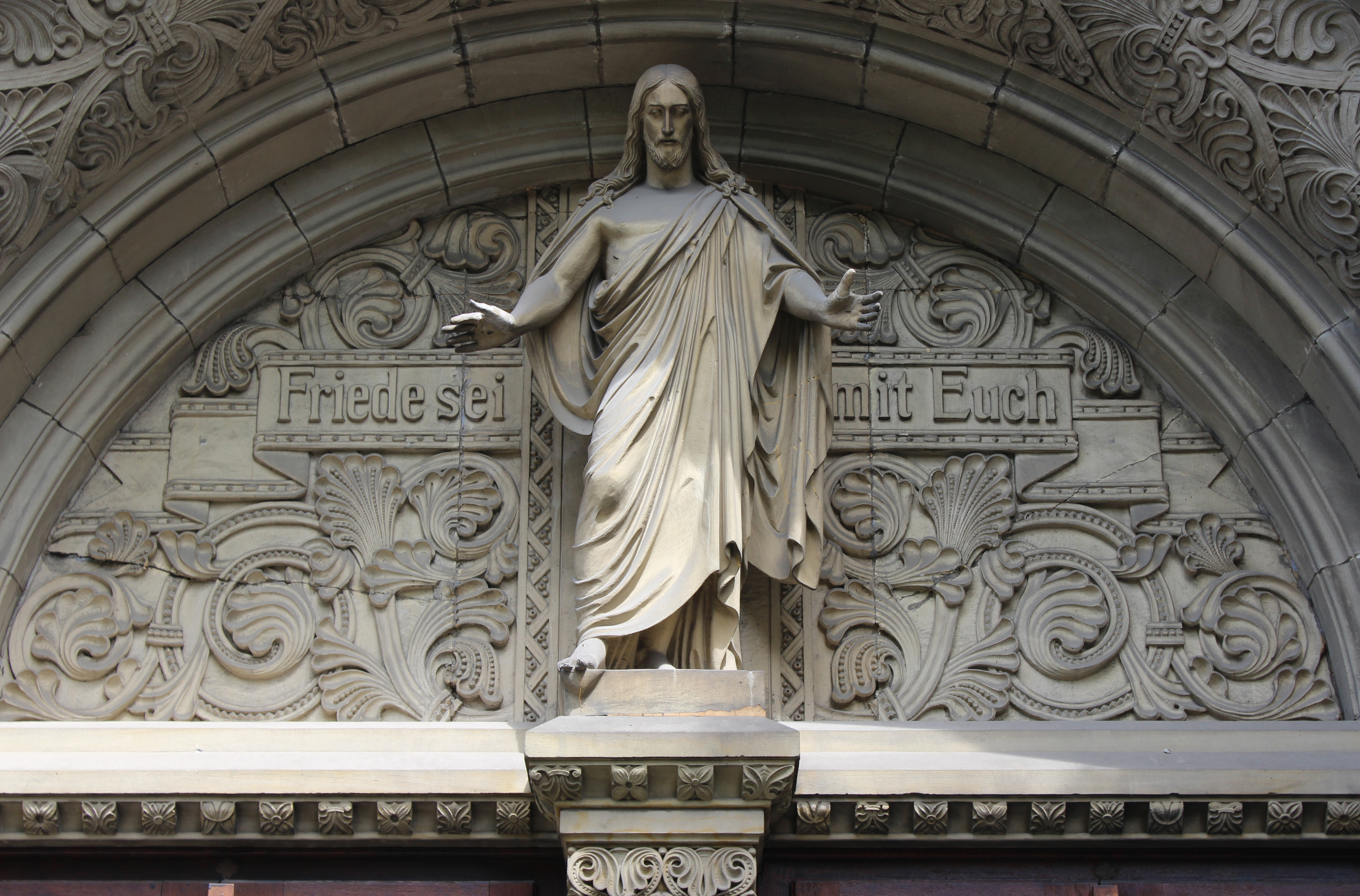
Christusfigur über dem Hauptportal

Der Entwurf der Kirche im neoromanischen Stil stammt von Moritz Korn. Der Architekt orientierte sich dabei an den Empfehlungen für den protestantischen Kirchenbau, dem Eisenacher Regulativ von 1861. Ab 1904 wurde die Kirche aus Natursteinquadern errichtet und konnte am 26. September 1906 eingeweiht werden. Sie ist eine Emporenkirche über kreuzförmigem Grundriss mit runder Chorapsis. Auffallend sind dabei die schmalen Seitenschiffe und das breite Querhaus. Der südliche, leicht vorgesetzte viergeschossige Turm mit Helmdach überragt mit 61 m Höhe den nördlichen dreigeschossigen Turm mit 8-seitigem Giebelabschluss und 31 m Höhe. Zwischen den Türmen befindet sich ein Mittelrisalit. Beide Türme haben Bogenportale, wobei der südliche Haupteingang nicht nur durch seine Breite, sondern vor allem durch eine 1,85 m hohe Christusfigur auf einem vorgezogenen Trumeaupfeiler ausgezeichnet ist. Die Statue wurde vom Neusser Künstler Paul Kernchen nach der von Bertel Thorvaldsen entworfenen Christusfigur der Kopenhagener Frauenkirche angefertigt. Florale Verzierungen des Jugendstils füllen die Fläche um die Christusfigur herum und auch die Seiten neben den Türen und den abschließenden Rundbogen. Die Doppeltüren des Hauptportals sind mit Metallbeschlägen in Form eines stilisierten Weinstocks mit Reben verziert.
An der Wand im Eingangsbereich befindet sich die Grabplatte der 1650 verstorbenen Agnes von der Schleiden, Ehefrau des Kommandanten der hessischen Truppen. Diese Grabplatte ist das älteste evangelische Denkmal in Neuss und befand sich bis 1999 im Zeughaus.
Der Innenraum wird von einem Sterngewölbe überspannt und ist durch gedrungene Arkaden gegliedert, auf denen die auf drei Seiten umlaufende Empore ruht. Die östliche Apsis ist durch drei Fenster gegliedert. Der Terrazzo-Boden, der 2010/11 saniert wurde, entspricht dem ursprünglichen Zustand von 1906. Rund um die Wände des Altarraums und der Emporen läuft ein blauer Fries, der 1993 vom Düsseldorfer Künstler Horst Kleining entworfen wurde.

## Ausstattung
Ein massiver Block aus Granit und Kalksandstein dient als Altar; er stammt aus der Marienbergkapelle. Die Steinblöcke rechts und links auf dem Altar erinnern an den früheren Altaraufsatz. Über dem Altar schwebt an einer Stahlschiene ein Kreuz, das 2002 vom Kölner Künstler Walter Prinz (* 1932) aus einem Balken eines ehemaligen Klosters an der Rur (Eifel) geschaffen wurde. Die Kanzel mit geschnitztem Kanzelkorb rechts im Altarraum ruht auf zierlichen Säulen aus Savonnière-Kalkstein. Kanzel, Taufstein und der Aufsatz auf der Altarmensa wurden wie die Kirche selbst vom Architekten Moritz Korn entworfen und von Paul Kernchen ausgeführt.

### Fenster
Die Chorfenster hatten Bruno Ehrich und Wilhelm Döringer entworfen, die anderen Fenster waren ein Werk der Düsseldorfer Firma Gassen & Blaschke. Sie sind alle 1943 Opfer des Krieges geworden. Lange gab es nur eine Notverglasung. 1960 wurde dem Hannoveraner Künstler Siegfried Neuenhausen der Auftrag für neue Fenster erteilt. 1964 konnte das letzte der neuen Bleiglasfenster in geometrischem Stil eingesetzt werden. Im Vorraum befinden sich die ältesten Fenster. Sie wurden 1923 vom Neusser Kunstglaser Severin Wasen (1855–1943) geschaffen und sind den Soldaten des Ersten Weltkriegs gewidmet.

### Orgel

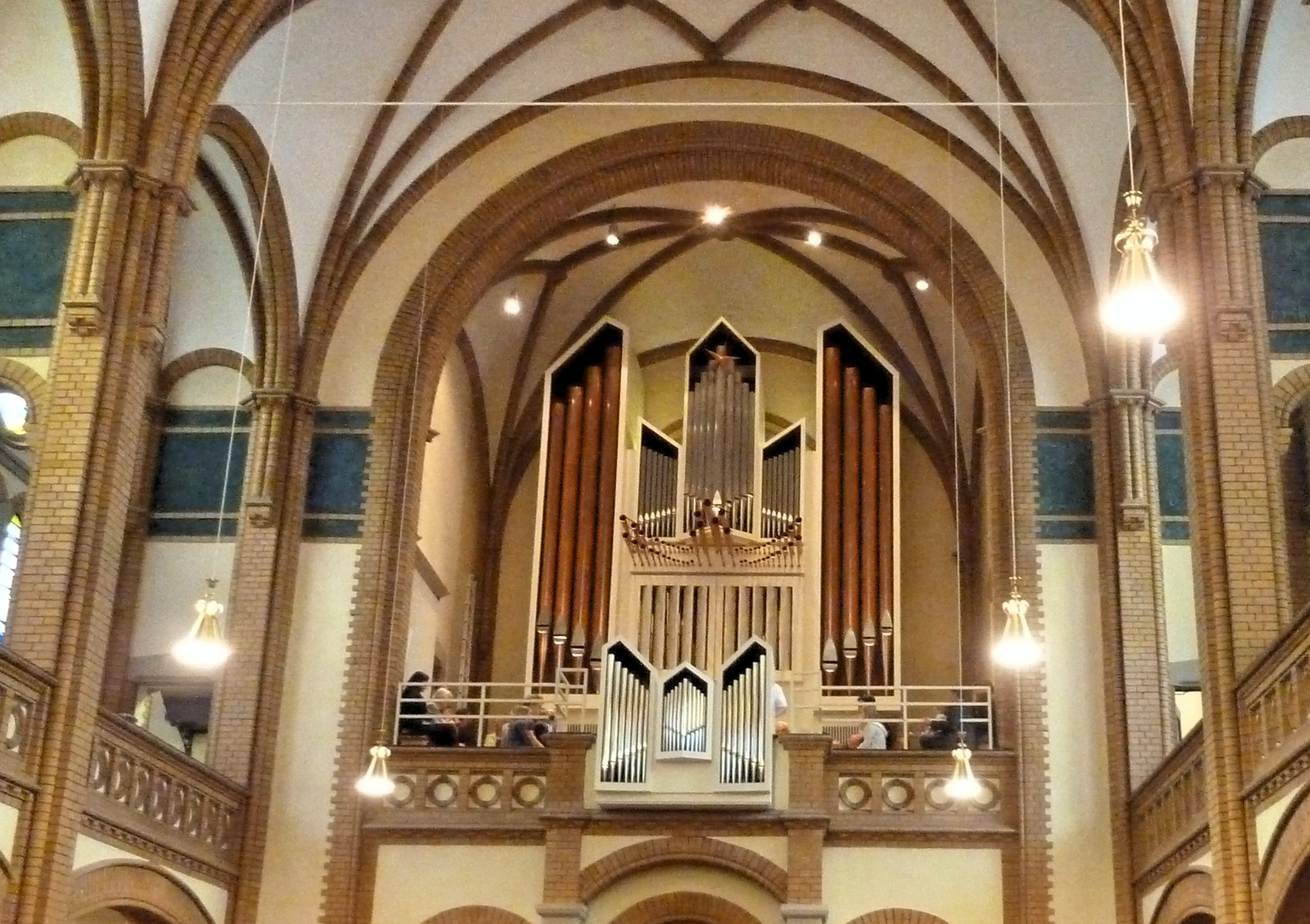
Orgel

Die erste Orgel der Christuskirche wurde von E.F. Walcker & Cie. (Ludwigsburg) erbaut und entsprach dem spätromantischen Stil. Ein Umbau erfolgte 1937, er führte zu scharfen, obertönigen Klängen ohne speziellen Charakter. 1963 entschied sich das Presbyterium für eine neue Orgel und beauftragte die Orgelbaufirma Detlef Kleuker (Brackwede). Das neue Instrument wurde 1966 eingeweiht, Umbauten und Ergänzungen fanden 1981, 1988 und 1994 statt. Zwischen 2010 und 2014 wurde die Orgel grundlegend überholt und auf 38 Register auf drei Manualen und Pedal erweitert, einschließlich eines Zimbelsterns und eines Schwellers. Die Spieltraktur ist mechanisch, die Registertraktur elektrisch. Der Spieltisch der Firma Otto Heuss (Lich) erlaubt über eine elektronische Setzeranlage bis zu 4000 Registerkombinationen. Derzeitige hauptamtliche Kantorin ist Katja Ulges-Stein.

## Glocken
Die ersten Glocken lieferte die Glockengießerei Franz Schilling aus Apolda/Thüringen. In der Festschrift zur Einweihung der Kirche heißt es: „In ihren Tönen harmonieren die Glocken, wie es dem Glockengießer vorgeschrieben war, in vorzüglicher Weise mit den Glocken der beiden katholischen Pfarrkirchen St. Quirin und St. Marien.“ Im Zweiten Weltkrieg wurden die Glocken – wie damals im ganzen Land üblich – abmontiert, um sie zu Kanonen umzuschmelzen. Die kleinste Glocke wurde später wieder aufgefunden. Erst 1963 sah sich die Gemeinde finanziell wieder in der Lage, ein vollständig neues Geläut einschließlich einer vierten Glocke anzuschaffen. Sie erklingen in den Tonlagen c′, es′, f′ und g′ und tragen die Inschriften „Unser Glaube ist der Sieg, der die Welt überwunden hat“ (1 Joh 5,4), „O Land, Land, Land, höre des Herrn Wort“ (Jer 22, 29), „Ich bin der Weg und die Wahrheit und das Leben“ (Joh 14,6) und „Lobe den Herrn, meine Seele“ (Ps 103,1).